# 면적순 호수 목록
이 문서에서는 세계에 위치한 호수들을 면적순으로 나열한 목록을 다룬다. 저수지나 늪 유형의 호수는 싣지 않았다.

## 목록
이 중에서 카스피 해는 일반적으로 세계에서 가장 큰 '호수'로 알려져 있으나, 너무 크다는 이유로 하나의 바다로 보기도 한다. 또한 카스피 해에는 석유가 매장되에 있어 아제르바이잔과 같은 일부 국가들은 바다로 주장하기 때문에 카스피 해를 완전한 호수로 보느냐에 대해서는 약간의 논란이 있다. 마라카이보호는 원래 호수이긴 하지만 타블라조 해협이 대양과 만나서 지리적으로는 만으로 보기도 한다.
| 위치한 대륙 | 위치한 대륙 | 위치한 대륙 | 위치한 대륙 | 위치한 대륙 | 위치한 대륙 | 위치한 대륙 |
| ----------- | ----------- | ----------- | ----------- | ----------- | ----------- | ----------- |
| 아프리카    | 아시아      | 유럽        | 북아메리카  | 오세아니아  | 남아메리카  | 남극        |

바다형 '호수'
|   | 이름      | 나라 (해안선 기준)                                 | 넓이       | 길이     | 최대 깊이 | 부피      | 그림 (같은 축척) | 주석 |
| - | --------- | -------------------------------------------------- | ---------- | -------- | --------- | --------- | ---------------- | --- |
| 1 | 카스피해* | 카자흐스탄 투르크메니스탄 이란 아제르바이잔 러시아 | 371,000km2 | 1,199 km | 1,025m    | 78,200km3 |                  | 여러 주장이 있긴 하지만, 일반적으로 세계에서 가장 큰 호수나 바다에 가까운 소해(小海)로 보고 있다. 지질학적으로 남부 카스피해는 작은 바다로 보고 있다. 가라보가즈콜 아일라귀는 포함하지 않았다. |

일반적인 호수
|    | 이름               | 나라 (해안선 기준)                           | 넓이              | 길이   | 최대 깊이   | 부피            | 그림 (같은 축척) | 주석 |
| -- | ------------------ | -------------------------------------------- | ----------------- | ------ | ----------- | --------------- | ---------------- | --- |
| 2  | 미시간-휴런호      | 캐나다 미국                                  | 117,702km2        | 710 km | 282m        | 8,458km3        |                  | 미시간 호와 휴런 호는 사실 같은 호수로 이루어져 있다. 만약 두 호수를 따로 분리해 나열한다면, 휴런 호와 미시간 호는 각각 세 번째와 네 번째로 가장 넓은 민물 호수가 될 것이다. |
| 3  | 슈피리어호         | 캐나다 미국                                  | 82,414km2         | 616 km | 406m        | 12,100km3       |                  | 미시간-휴런 호를 두 호수로 나누어 나열한다면, 이 호수는 가장 넓은 민물 호수일 것이다.                                                                                        |
| 4  | 빅토리아호         | 우간다 케냐 탄자니아                         | 69,485km2         | 322 km | 84m         | 2,750km3        |                  | 아프리카에서 가장 넓은 호수이자, 미시간-휴런 호를 둘로 나누어 나열한다면 두 번째로 가장 넓은 민물 호수이다.                                                                  |
| 5  | 탕가니카호         | 부룬디 탄자니아 잠비아 콩고 민주 공화국      | 32,893km2         | 676 km | 1,470m      | 18,900km3       |                  | 세계에서 두 번째로 깊은 호수이다. |
| 6  | 바이칼호           | 러시아                                       | 31,500km2         | 636 km | 1,637m      | 23,600km3       |                  | 세계에서 가장 깊고 부피가 큰 민물 호수이다. 또한 한 나라 안에서 가장 해안선이 긴 호수이기도 하다.                                                                            |
| 7  | 그레이트베어호     | 캐나다                                       | 31,080km2         | 373 km | 446m        | 2,236km3        |                  | 캐나다 내에서 가장 큰 호수이다. |
| 8  | 말라위호           | 탄자니아 모잠비크 말라위                     | 30,044km2         | 579 km | 706m        | 8,400km3        |                  | 아프리카에서 두 번째로 깊은 호수이다. 지구상에서 가장 어류의 종이 많은 것으로 알려져 있다.                                                                                   |
| 9  | 그레이트슬레이브호 | 캐나다                                       | 28,930km2         | 480 km | 614m        | 2,090km3        |                  | 북아메리카에서 가장 깊다. |
| 10 | 이리호             | 캐나다 미국                                  | 25,719km2         | 388 km | 64m         | 489km3          |                  | 이리 호는 오대호들 중 가장 깊이가 얕다. |
| 11 | 위니펙호           | 캐나다                                       | 23,553km2         | 425 km | 36m         | 283km3          |                  | 한 주 내에 있는 호수들 중 가장 넓다. 매니토바주 안에 위치해 있다. |
| 12 | 온타리오호         | 캐나다 미국                                  | 19,477km2         | 311 km | 244m        | 1,639km3        |                  | |
| 13 | 발하시호*          | 카자흐스탄                                   | 18,428km2         | 605 km | 26m         | 106km3          |                  | 중앙아시아에서 가장 큰 호수이다. |
| 14 | 라도가호           | 러시아                                       | 18,130km2         | 219 km | 230m        | 908km3          |                  | 유럽에서 가장 큰 호수이다. |
| 15 | 보스토크호         | 오스트레일리아가 영유권을 주장하는 남극 영토 | 15,690km2         | 250 km | 900 ~1,000m | 5,400 ±1,600km3 |                  | 남극에서 가장 큰 호수이자, 세계에서 가장 큰 빙저호 (氷底湖)이다. |
| 17 | 오네가호           | 러시아                                       | 9,891km2          | 248 km | 120m        | 280km3          |                  | 유럽에서 두 번째로 크다. |
| 18 | 티티카카호         | 페루 볼리비아                                | 8,135km2          | 177 km | 281m        | 893km3          |                  | 마라카이보호를 제외하면 남아메리카에서 가장 큰 호수이다. 또한 배가 다닐수 있어 지구상에서 상업적 가치가 높은 호수들 중 하나이다.                                             |
| 19 | 니카라과호         | 니카라과                                     | 8,001km2          | 177 km | 26m         | 108km3          |                  | 중앙아메리카에서 가장 크다. |
| 20 | 애서배스카호       | 캐나다                                       | 7,920km2          | 335 km | 243m        | 204km3          |                  | 캐나다의 서스캐처원주, 앨버타주에서 가장 큰 호수이다. |
| 21 | 타이미르호         | 러시아                                       | 6,990km2          | 250 km | 26m         | 12.8km3         |                  | |
| 22 | 투르카나호*        | 에티오피아 케냐                              | 6,405km2          | 248 km | 109m        | 204km3          |                  | 세계에서 사막 한 가운데에 있는 호수중 가장 큰 호수이자 세계에서 가장 큰 알칼리성 호수다.                                                                                     |
| 23 | 레인디어호         | 캐나다                                       | 6,330km2          | 245 km | 337m        |                 |                  | |
| 24 | 이식쿨호*          | 키르기스스탄                                 | 6,200km2          | 182 km | 668m        | 1,738km3        |                  | |
| 25 | 우르미아호*        | 이란                                         | 6,001km2          | 130 km | 16m         |                 |                  | 중동에서 가장 큰 호수이다. |
| 26 | 베네른호           | 스웨덴                                       | 5,545km2          | 140 km | 106m        | 153km3          |                  | 유럽 연합에서 가장 큰 호수이다. |
| 27 | 위니페고시스호     | 캐나다                                       | 5,403km2          | 245 km | 18m         |                 |                  | |
| 28 | 앨버트호           | 우간다 콩고 민주 공화국                      | 5,299km2          | 161 km | 58m         | 280km3          |                  | |
| 29 | 므웨루호           | 잠비아 콩고 민주 공화국                      | 5,120km2          | 131 km | 27m         | 38km3           |                  | |
| 30 | 네틸링호           | 캐나다                                       | 5,066km2          | 113 km | 132m        |                 |                  | 캐나다의 배핀섬에서 가장 큰 호수이다. |
| 31 | 남 아랄해*         | 카자흐스탄 우즈베키스탄                      | 5,000km2          | 195 km | 45m         |                 |                  | 1960년대에 아랄해는 넓이가 68,000km2로 세계에서 4번째로 큰 호수였다. 서쪽에 있는 남 아랄 해는 약 5,000km2로 추정되며, 2009년에 동쪽 호수는 완전히 말랐을 것으로 추정된다.    |
| 32 | 니피곤호           | 캐나다                                       | 4,843km2          | 116 km | 165m        |                 |                  | 캐나다의 온타리오주에서 가장 큰 호수이다. |
| 33 | 마니토바호         | 캐나다                                       | 4,706km2          | 225 km | 7m          |                 |                  | |
| 34 | 그레이트솔트호*    | 미국                                         | 4,662km2          | 121 km | 10m         |                 |                  | 미시간-휴런호를 하나의 호수로 볼 경우 가장 큰 호수이다. 또한 미국에서 가장 큰 호수이다.                                                                                      |
| 35 | 칭하이호*          | 중국                                         | 4,489km2 (2007년) |        |             |                 |                  | 동아시아에서 가장 큰 호수이다. |
| 36 | 사이마호           | 핀란드                                       | ≈4,400km2         |        | 82m         | 36km3           |                  | 14,000개 섬, 13,700km의 해안선에 있는 수많은 호수. |
| 37 | 우즈호             | 캐나다 미국                                  | 4,350km2          | 110 km | 64m         |                 |                  | |
| 38 | 한카호             | 중국 러시아                                  | 4,190km2          |        | 10.6m       |                 |                  | |

* 표시는 염호(鹽湖)를 가리킨다.

## 대륙별 가장 큰 호수
- 아프리카: 빅토리아호
- 아시아: 바이칼호 또는 카스피해(호수로 보는 경우)
- 오세아니아: 에어호(Lake Eyre)
- 유럽: 라도가호
- 북아메리카: 슈피리어호 또는 미시간-휴런호(하나의 호수로 볼 경우)
- 남아메리카: 티티카카호 또는 마라카이보호
- 남극: 보스토크호(빙저호)

## 같이 보기
- 아랄해
- 차드호
- 우르미아호